# 1929-es magyar teniszbajnokság
Az 1929-es magyar teniszbajnokság a harmincegyedik magyar bajnokság volt. A bajnokságot szeptember 3. és 10. között rendezték meg Budapesten, a MAC margitszigeti pályáján.

## Eredmények
| Versenyszám  | Arany                                                    | Arany | Ezüst                                                      | Ezüst | Bronz | Bronz |
| ------------ | -------------------------------------------------------- | ----- | ---------------------------------------------------------- | ----- | --- | ----- |
| Férfi egyéni | Kehrling Béla MAC                                        |       | Roderich Menzel DLTC Praha                                 |       | Harry Lee ?Friedrich Frenz Rostocker THC                                                                 |       |
| Női egyéni   | Hilde Krahwinkel ETuF Essen                              |       | Ellen Hoffmann Hamburg                                     |       | Elvíra Fröhlichová LTC Praha Evelyn Colyer ?                                                             |       |
| Férfi páros  | Roderich Menzel , Friedrich Rohrer DLTC Praha , LTC Brno |       | Friedrich Frenz , Louis Heine Rostocker THC , Leipziger SC |       | Josef Maleček , Karl Sada LTC Praha , ?Erik Worm , Hector Fisher KB København , Montreux LTC             |       |
| Női páros    | Mary McIlquham , Evelyn Colyer ?                         |       | Hilde Krahwinkel , Ellen Hoffmann ETuF Essen , Hamburg     |       | Greta Rohrerová , Greta Deutschová LTC Brno , LTC Olomouc dr. Schréder Lászlóné, dr. Paksy Józsefné BLKE |       |
| Vegyes páros | Roderich Menzel , Göncz Lajosné DLTC Praha , MAC         |       | Kehrling Béla, dr. Schréder Lászlóné MAC, BLKE             |       | Harry Lee , Evelyn Colyer ?Friedrich Frenz , Hilde Krahwinkel Rostocker THC , ETuF Essen                 |       |